# Creo en ti
Creo en ti es una película en blanco y negro coproducción de Argentina y México dirigida por el mexicano Alfonso Corona Blake sobre el guion de Julio Porter y Emilio Báez según la obra Una esfinge llamada Cordelia, de Federico Inclán que se estrenó el 2 de junio de 1960 y que tuvo como protagonistas a Libertad Lamarque, Jorge Mistral, Julia Sandoval y Víctor Junco. Colaboró como camarógrafo el futuro director de fotografía y de cine, Aníbal Di Salvo. El filme también fue exhibido con el título de Esposa o amante.

## Sinopsis
Una joven rica se casa con un hombre que la defraudará sentimental y económicamente.

## Reparto
Colaboraron en el filme los siguientes intérpretes:
| Actor             | Personaje |
| ----------------- | --------- |
| Libertad Lamarque |           |
| Jorge Mistral     |           |
| Julia Sandoval    |           |
| Víctor Junco      |           |
| Alberto Bello     |           |
| Mario Savino      |           |
| Roberto Bordoni   |           |
| Diego Marcote     |           |
| Gladis Gastaldi   |           |

## Comentarios
J. J. Sebastián comentó que:

”Las peores memorias del cine argentino (teléfonos blancos, etc. etc.) vienen a la memoria en tropel para el auxilio de Creo en tí .”

Manrupe y Portela escriben por su parte:

”Melodrama ingenuo con la Lamarque haciendo de joven y sobre la cual se abaten todos los males conocidos.”